# 艾鲁川
艾鲁川（1914年3月—1994年6月14日），男，山东泰安人，中国工商业人物。曾任济南市人大常委会副主任、山东省工商业联合会主任委员、中国民主建国会中央委员会常务委员等职。

## 生平
1914年3月生于泰安的破落封建家庭。1928年赴济南岱阳粮栈担任学徒，1931年起在裕兴颜料厂（裕兴化工厂）任会计、副经理、经理。1950年加入中国民主建国会。在生产资料所有制的社会主义改造运动中，参加济南市第一批公私合营，1954年6月任公私合营济南裕兴化工厂经理，后担任济南市轻工业局副局长。1978年7月任济南市政协副主席。1979年12月任济南市人民政府副市长。1983年3月当选济南市第九届人大常委会副主任。1988年1月当选济南市第十届人大常委会副主任。曾任中国民主建国会济南市委主委、山东省委副主委、中央常委，山东省工商联主委、全国工商联常委等职。1994年6月14日在济南逝世。